# Takács Lajos (néprajzkutató)
Takács Lajos (Várong, 1921. november 10. – Budapest, 1985. február 7.) magyar etnográfus, a történelemtudományok kandidátusa (1964), a történelemtudományok doktora (1976).

## Életpályája
Földműves családból származott. 1941–1946 között az Eötvös Kollégium tagjaként végezte egyetemi tanulmányait; magyar-latin szakos tanári diplomát szerzett és a folklór témaköréből doktorált. Tanárai voltak: Ortutay Gyula, Viski Károly, Keresztury Dezső és Hadrovics László. 1947–1948 között az Esze Tamás Népi Kollégium igazgatója volt. 1949-ben a Rákóczi Ferenc Gimnázium tanára volt. 1950–1973 között a Néprajzi Múzeum munkatársa volt. 1952–1953 között a Magyar Néprajzi Társaság titkára volt. 1953–1973 között a Néprajzi Közlemények szerkesztője volt. 1961–1973 között gyűjteményvezető muzeológus volt. 1967–1973 között a Néprajzi Múzeum Magyar Osztályának vezetője volt. 1968–1976 között az Ethnographia szerkesztője volt. 1973–1985 között a Magyar Tudományos Akadémia Néprajzi Kutató Csoportjában dolgozott, előbb tudományos tanácsadóként, majd tudományos osztályvezetőként.

### Munkássága
Nagy tehetsége már középiskolás korában feltűnt. Kutatási területe az anyagi kultúra volt. Kandidátusi disszertációját a dohánytermelésről írta 1964-ben. Kutatásainak középpontjában a földművelés archaikus formái álltak, elsősorban az irtásgazdálkodás. Kutatási területei elsősorban a Dunántúlra terjedtek ki, de nagyobb mennyiségű tárgycsoportot gyűjtött Gölle, Patca, Zamárdi, Abaújdevecser, Aszaló, Jósvafő, Szögliget, Becsvölgye, Kapolcs, Vászoly, Zalavár, Nagyecsed, Tyukod, Tiszafüred, Ároktő, Tiszabábolna, Tiszadorogma, Tiszavalk, Bősárkány, Adony és Makád településekről az intézmény számára. Élete utolsó éveiben súlyos betegen is dolgozott, felelevenítette korai folklórkutatásait. Tanulmányai a hazai és külföldi folyóiratokban és szakkiadványokban jelentek meg. Nagy terjedelmű kéziratos anyagot hagyott hátra.

## Családja
Szülei Takács József és Gál Erzsébet voltak.
A Farkasréti temetőben tartott megemlékezés után Várongon helyezték örök nyugalomra; Andrásfalvy Bertalan búcsúztatta.

## Művei
- Históriások, históriák (Budapest, 1958)
- A dohánytermesztés Magyarországon (Budapest, 1964)
- A Néprajzi Múzeum magyar gyűjteményeinek katalógusa (Néprajzi Értesítő, LIV., 1972, 19-46.)
- Egy irtásfalu földművelése (Budapest, 1976)
- A Kis-Balaton és környéke (Kaposvár, 1978)
- Irtásgazdálkodásunk emlékei. Irtásföldek, irtásmódok (Budapest, 1980)
- Határjelek, határjárás a feudális kori Magyarországon (Budapest, 1987)
- Tanulmányok a gabonatermesztés és az erdőgazdálkodás köréből a XVII-XIX. században (1991)

## Díjai
- Munka Érdemrend bronz fokozata (1972)
- Györffy István-emlékérem (1980)

## Emlékezete
- 1996. november 10-én emléktáblát avattak szülőházán. A márványtáblán a következő felirat olvasható: „E házban született Dr. Takács Lajos etnográfus, történész 1921–1985. Az egyszerű falusi emberek életének és munkájának megörökítője. Emlékét kegyelettel őrzi Várong község lakossága 1996".
- 2021. november 10-én Várongon koszorúzással tisztelegtek emléke előtt.